# Palmares do Sul
Palmares do Sul là một đô thị thuộc bang Rio Grande do Sul, Brasil. Đô thị này có diện tích 946,238 km², dân số năm 2007 là 11423 người, mật độ 12,07 người/km².